# Joe Johnston
Joseph Eggleston "Joe" Johnston II (Austin, Texas, 13 de maio de 1950) é um cineasta, produtor, escritor e artista de efeitos visuais norte-americano. É mais conhecido por dirigir filmes movidos a efeitos, incluindo Querida, Encolhi as Crianças (1989), Rocketeer (1991), Jumanji (1995), Jurassic Park III (2001), O Lobisomem (2010) e Capitão América: O Primeiro Vingador (2011).

## Primeiros anos
Johnston nasceu Joseph Eggleston Johnston II em Austin, Texas, e estudou na California State University, em Long Beach, e no Pasadena's Art Center College of Design, ambos para design industrial.

## Carreira

### Design e efeitos visuais
Grande parte do trabalho no início da carreira de Johnston nas telas combinava design e efeitos especiais. Ele começou sua carreira como artista conceitual e técnico de efeitos no primeiro filme Guerra nas Estrelas, dirigido por George Lucas. Foi o designer criador da nave Millennium Falcon e co-criou o design de Boba Fett em O Império Contra-Ataca, enquanto trabalhou para a Industrial Light & Magic nos anos 1970 e foi diretor de arte em uma das equipes de efeitos para a sequência O Retorno de Jedi. Sua associação com Lucas mais tarde se mostraria frutífera, quando ele se tornou um dos quatro a ganhar um Óscar de Melhores Efeitos Visuais pelo filme de Lucas e Steven Spielberg, Os Caçadores da Arca Perdida. Johnston continuou a trabalhar em muitos filmes como especialista em efeitos.
Ele também foi produtor associado do filme de fantasia Willow - Na Terra da Magia e designer de produção em dois telefilmes de meados dos anos 1980 que apresentavam os Ewoks vistos em O Retorno de Jedi.
Johnston também é autor do romance de Star Wars The Adventures of Teebo: A Tale of Magic and Suspense, que se relaciona com O Retorno de Jedi (Nova York: Random House, 1984; ISBN 0-394-86568-5, ISBN 0-394-96568-X).
Em 1984, aos 34 anos, Johnston foi até George Lucas e declarou seu desejo de deixar a Lucasfilm por um ano. No entanto, Lucas ofereceu-lhe para ir para a USC School of Cinematic Arts e estudar lá por um ano, com mensalidade paga e meio salário que permitiria que Johnston fizesse qualquer aula que quisesse. Johnston saiu depois de um ano, dizendo que "foi convidado a não retornar" porque ele "quebrou muitas regras".

## Direção
Johnston fez sua estreia na direção em 1989 com a comédia de aventura de sucesso Querida, Encolhi as Crianças, estrelado por Rick Moranis. Ele seguiu com a adaptação de história em quadrinhos Rocketeer (1991). O filme foi um fracasso comercial, assim como seu próximo, a animação e live-action Pagemaster - O Mestre da Fantasia, estrelado por Macaulay Culkin. Johnston se recuperou, dirigindo o sucesso familiar Jumanji, estrelado por Robin Williams. O filme superou críticas mornas e arrecadou mais de US$ 260 milhões.
Johnston foi escalado para dirigir Hulk, mas desistiu em julho de 1997. Johnston então mudou de filmes de ação movidos a efeitos para o mais pessoal O Céu de Outubro (1999), estrelado por um adolescente Jake Gyllenhaal como um estudante do ensino médio da Virgínia Ocidental dos anos 1950 que sonha em ser um cientista de foguetes para a NASA contra a vontade de seu pai.
O primeiro projeto de Johnston na década de 2000 foi a sequência Jurassic Park III, que arrecadou mais de US$ 300 milhões nas bilheterias. Johnston seguiu com o western Mar de Fogo, estrelado por Viggo Mortensen. Johnston então fez uma pausa de seis anos na direção antes de assinar com um aviso prévio de um mês para assumir o remake de 2010 do clássico de terror de 1941 O Lobisomem. Filmado na Inglaterra, o filme foi estrelado por Benicio del Toro e Anthony Hopkins.
Em parte graças à sua experiência com o filme de super-heróis de época Rocketeer, Johnston foi selecionado para dirigir a adaptação de super-heróis da Marvel Studios, Capitão América: O Primeiro Vingador. Lançado em 22 de julho de 2011, o filme é estrelado por Chris Evans como o herói dos quadrinhos e Hugo Weaving como seu arqui-inimigo, o Caveira Vermelha. Em 2014, Johnston dirigiu o thriller Negócios Mortais para a Blumhouse Productions.
Em 12 de dezembro de 2017, o The Hollywood Reporter informou que Johnston dirigiria 32 dias de refilmagens do filme O Quebra-Nozes e os Quatro Reinos, devido à indisponibilidade de seu diretor Lasse Hallström.
Em 5 de dezembro de 2019, foi relatado que Joe Johnston estava em negociações com a Walt Disney Pictures para dirigir Shrunk, uma sequência de Querida, Encolhi as Crianças.

## Filmografia

### Diretor
Cinema
| Ano  | Título                               | Notas |
| ---- | ------------------------------------ | --- |
| 1989 | Querida, Encolhi as Crianças         | |
| 1991 | Rocketeer                            | |
| 1994 | Pagemaster - O Mestre da Fantasia    | Sequências Live-action                                                                                       |
| 1995 | Jumanji                              | |
| 1999 | O Céu de Outubro                     | |
| 2001 | Jurassic Park III                    | |
| 2004 | Mar de Fogo                          | |
| 2010 | O Lobisomem                          | |
| 2011 | Capitão América: O Primeiro Vingador | Também produtor executivo                                                                                    |
| 2014 | Negócios Mortais                     | |
| 2018 | O Quebra-Nozes e os Quatro Reinos    | Diretor de refilmagens e supervisão de pós-produção; Recebeu crédito de co-diretor junto com Lasse Hallström |

Televisão
| Ano  | Título                | Notas                                |
| ---- | --------------------- | ------------------------------------ |
| 1993 | O Jovem Indiana Jones | Episódio: "Princeton, February 1916" |
| 2015 | Lumen                 | Telefilme; Também produtor executivo |

### Outros créditos
Cinema
| Ano  | Título                               | Diretor           | Papel                                                                                            |
| ---- | ------------------------------------ | ----------------- | ------------------------------------------------------------------------------------------------ |
| 1977 | Guerra nas Estrelas                  | George Lucas      | Artista de efeitos visuais / Participação especial como "Death Star Trooper"                     |
| 1980 | O Império Contra-Ataca               | Irvin Kershner    | Artista de efeitos visuais e diretor de arte / Participação especial como "Capitão Shawn Valdez" |
| 1981 | Os Caçadores da Arca Perdida         | Steven Spielberg  | Artista de efeitos visuais e diretor de arte                                                     |
| 1983 | O Retorno de Jedi                    | Richard Marquand  | Diretor de arte                                                                                  |
| 1984 | Indiana Jones e o Templo da Perdição | Steven Spielberg  | Diretor de arte                                                                                  |
| 1986 | Howard, o Super-Herói                | Willard Huyck     | Designer de sequência ultraleve                                                                  |
| 1987 | O Milagre Veio do Espaço             | Matthew Robbins   | Diretor de segunda unidade e gerente de produção                                                 |
| 1988 | Willow - Na Terra da Magia           | Ron Howard        | Produtor associado                                                                               |
| 1989 | Além da Eternidade                   | Steven Spielberg  | Designer de sequência aérea                                                                      |
| 1999 | O Gigante de Ferro                   | Brad Bird         | Designer do Gigante de Ferro                                                                     |
| 2014 | The Lawful Truth                     | Mollie Fitzgerald | Participação especial como "Capitão Waters"                                                      |

Televisão
| Ano       | Título                                            | Papel                                                                                              |
| --------- | ------------------------------------------------- | -------------------------------------------------------------------------------------------------- |
| 1978–1979 | Battlestar Galactica                              | Ilustração e design de efeitos                                                                     |
| 1984      | Caravana da Coragem                               | Designer de produção (Telefilme)                                                                   |
| 1985      | Ewoks - A Batalha de Endor                        | Designer de produção (Telefilme)                                                                   |
| 1985–1986 | Star Wars: Droids – As Aventuras de R2-D2 e C-3PO | Roteirista (Episódio: "Coby and the Starhunters"); Consultor de design (Especial: The Great Heep") |
| 2017      | The Creeps                                        | Produtor executivo (curta-metragem televisivo)                                                     |
| 2020      | Prop Culture                                      | Ele mesmo (Episódio "Querida, Encolhi as Crianças")                                                |
| 2022      | Light & Magic                                     | Ele mesmo (5 episódios)                                                                            |

## Prêmios e indicações
| Ano  | Prêmio                                                          | Categoria                                                                                                | Filme                                | Resultado |
| ---- | --------------------------------------------------------------- | --- | ------------------------------------ | --------- |
| 1981 | Óscar                                                           | Melhores Efeitos Visuais (Compartilhado com Richard Edlund, Kit West e Bruce Nicholson)                  | Os Caçadores da Arca Perdida         | Venceu    |
| 1990 | Fantasporto                                                     | Melhor Filme                                                                                             | Querida, Encolhi as Crianças         | Indicado  |
| 1992 | Prêmio Hugo                                                     | Melhor Apresentação Dramática (Compartilhado com Danny Bilson, Paul De Meo, William Dear e Dave Stevens) | Rocketeer                            | Indicado  |
| 1995 | Fantasporto                                                     | Melhor Filme (Compartilhado com Pixote Hunt)                                                             | Pagemaster - O Mestre da Fantasia    | Indicado  |
| 1996 | Prêmio Saturno                                                  | Melhor Diretor                                                                                           | Jumanji                              | Indicado  |
| 1996 | Prêmio Jovem Artista                                            | Melhor Filme para Família – Ação-Aventura                                                                | Jumanji                              | Venceu    |
| 1999 | Prêmio do Festival Internacional de Cinema de Ajijic            | Melhor Filme                                                                                             | O Céu de Outubro                     | Venceu    |
| 2001 | Prêmio Saturno                                                  | Melhor Filme de Ficção Científica                                                                        | Jurassic Park III                    | Indicado  |
| 2001 | Prêmio Trailer de Ouro                                          | Melhor Filme de Terror/Suspense                                                                          | Jurassic Park III                    | Indicado  |
| 2004 | Prêmio Trailer de Ouro                                          | Melhor Drama                                                                                             | Mar de Fogo                          | Indicado  |
| 2010 | Prêmio Saturno                                                  | Melhor Filme de Terror/Suspense                                                                          | O Lobisomem                          | Indicado  |
| 2012 | Prêmio Hugo                                                     | Melhor Apresentação Dramática (Compartilhado com Christopher Markus e Stephen McFeely)                   | Capitão América: O Primeiro Vingador | Indicado  |
| 2012 | Prêmio de Escritores de Ficção Científica e Fantasia da América | Melhor Filme                                                                                             | Capitão América: O Primeiro Vingador | Indicado  |